# San Pietro in Lama
San Pietro in Lama ist eine südostitalienische Gemeinde (comune) mit 3369 Einwohnern (Stand 31. Dezember 2023) in der Provinz Lecce in Apulien. Die Gemeinde liegt etwa 7 Kilometer südwestlich von Lecce im Salento bzw. im Valle della Cupa.

## Weblinks

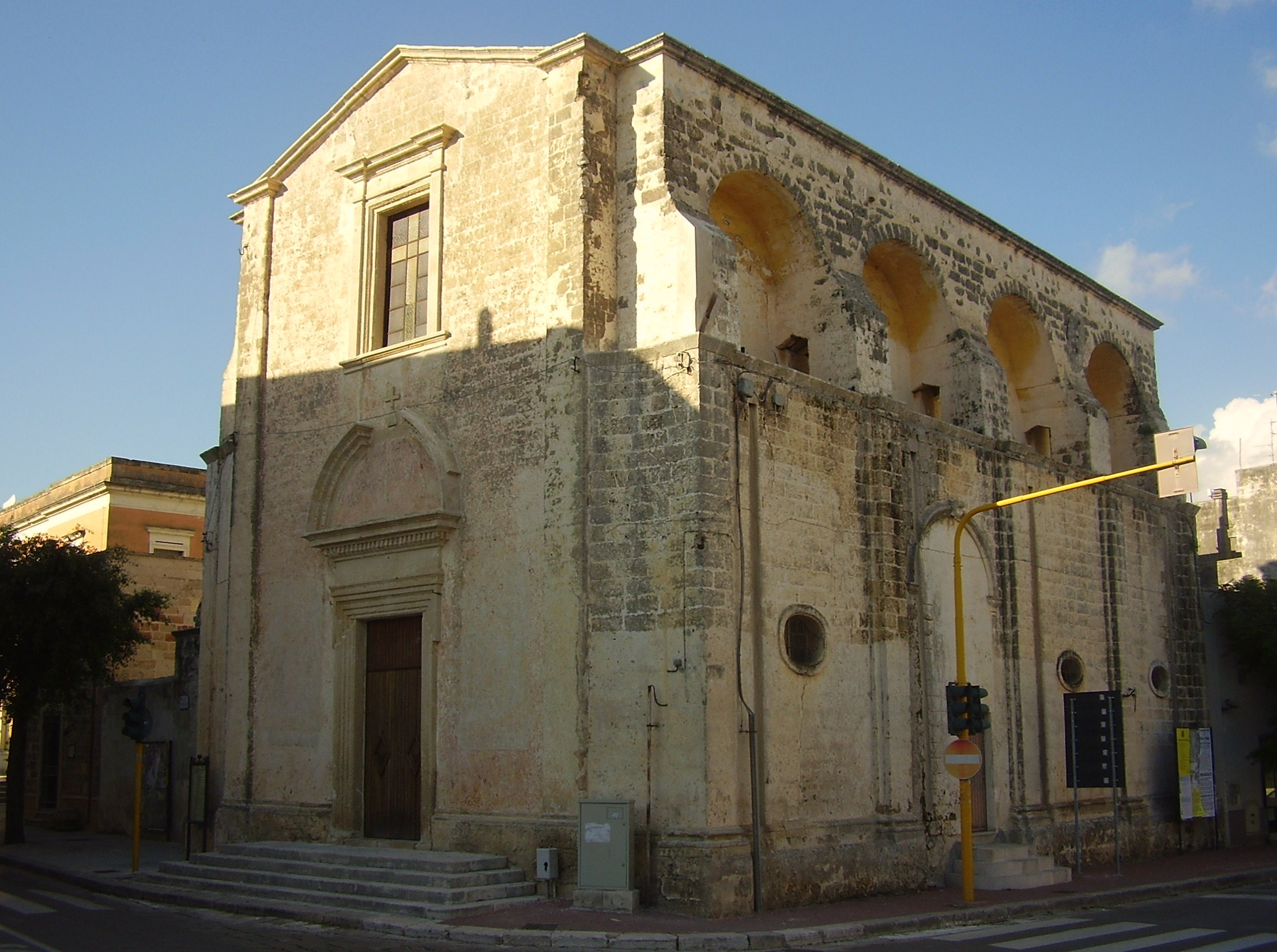
Chiesa di Santa Maria della Croce San Pietro